# Saint-Arnoult (Sekwana Nadmorska)
Saint-Arnoult – miejscowość i gmina we Francji, w regionie Normandia, w departamencie Sekwana Nadmorska. Nazwa miejscowości pochodzi od imienia św. Arnulfa, Arnolfa.
Według danych na rok 1990 gminę zamieszkiwało 1380 osób, a gęstość zaludnienia wynosiła 100 osób/km² (wśród 1421 gmin Górnej Normandii Saint-Arnoult plasuje się na 160. miejscu pod względem liczby ludności, natomiast pod względem powierzchni na miejscu 179.).